# Australian Institute of Aboriginal and Torres Strait Islander Studies

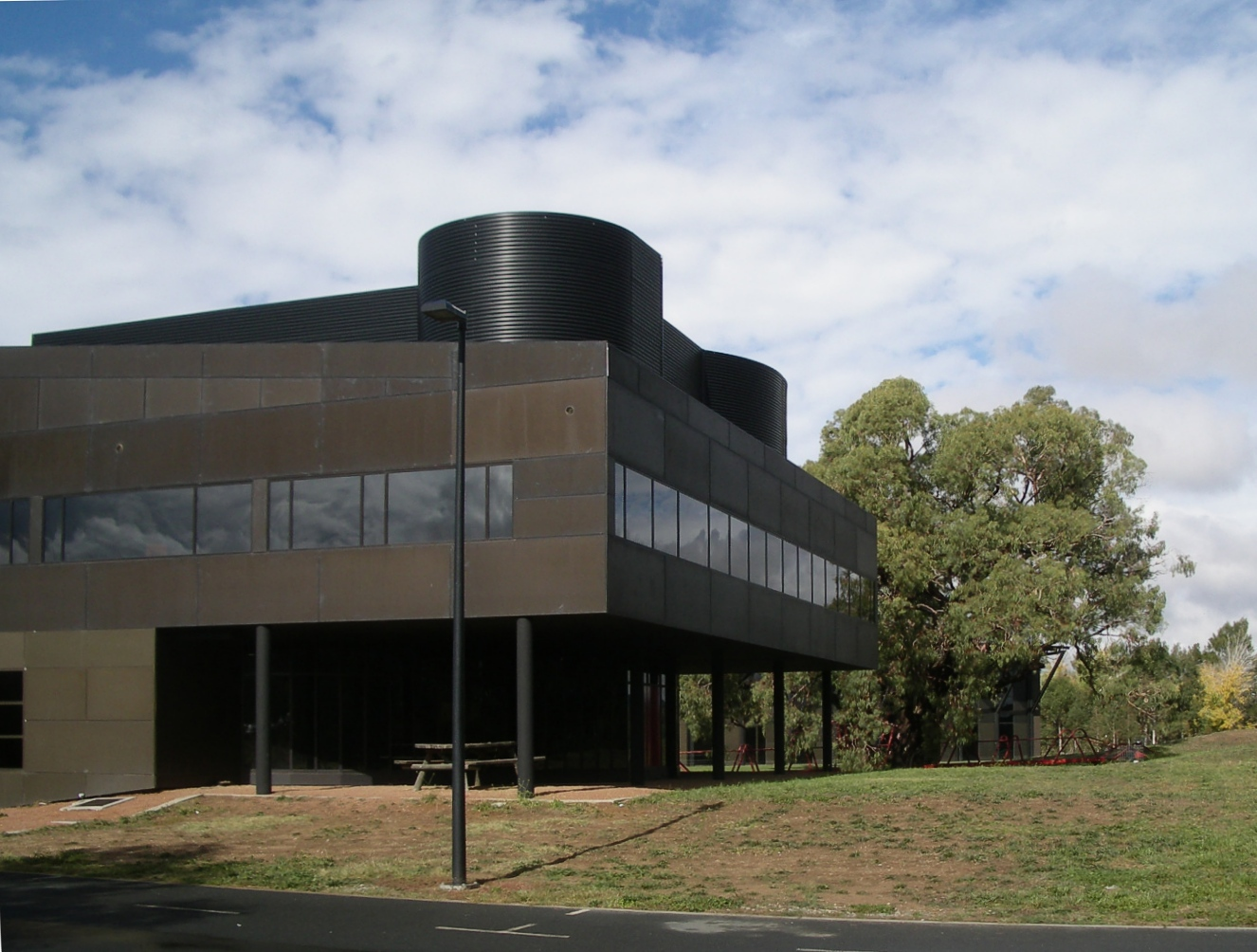
AIATSIS Westflügel, designed von Ashton Raggatt McDougall, eine schwarze Kopie von Le Corbusierʼs berühmter Villa Savoye

Das Australian Institute of Aboriginal and Torres Strait Islander Studies (AIATSIS; „Australisches Forschungsinstitut für Aborigines und Torres-Strait-Insulaner“) ist eine unabhängige staatliche Behörde im Geschäftsbereich des australischen Bundesministeriums für Innovation, Industrie, Wissenschaft und Forschung (Department of Innovation, Industry, Science and Research, DIISR). Es ist die wichtigste australische Institution für Informationen über Kultur und Lebensweise der Aborigines und der Torres-Strait-Insulaner. Sein Standort ist die Acton-Halbinsel in Canberra.
Das Institut begann seine Tätigkeit 1961 als „Australian Institute of Aboriginal Studies“ (AIAS). 1964 erhielt das AIAS eine gesetzliche Grundlage, 1989 wurde es durch Gesetz zum AIATSIS erweitert.
Die Rückseite des Gebäudes wurde als schwarze Kopie von Le Corbusierʼs Villa Savoye (Poissy, Frankreich) aus den 1920ern bezeichnet.

## Publikationen
- The Encyclopaedia of Aboriginal Australia. Canberra 1994. ISBN 0-85575-234-3